# おとなの漫画
『おとなの漫画』（おとなのまんが）は、フジテレビ開局翌日の1959年3月2日から1964年12月31日までの約5年間、1835回にわたって放送された時事風刺のバラエティ番組（コメディ番組）。

## 概要
月曜日 - 土曜日の帯番組で、昼12:50から10分間の生放送を行っていた。ただし、開始から1959年11月までは5分間の放送であり、日曜日にも同じ時間帯で放送されていた。その後、日曜版は1961年9月に12:50 - 12:57枠で復活したが、半年で再び終了した。
レギュラーを務めていたハナ肇とクレージーキャッツは、毎日の新聞記事を基にしたコントを演じていた。また、すぎやまこういちが本名の椙山浩一名義でディレクターを務め、青島幸男が構成を担当していた。映像は、「幼稚園と親」（放送日不明）など一部の回がキネコによるフィルム録画の形で保存されている（生放送でかつ放送時間も短かったことなどから、大半の回は現存しない）。
冒頭のタイトルと提供クレジットはフリップ形式によるもので、出演者が1枚ずつ紙芝居のようにスライドさせながら読み上げるというもの（「おとなの漫画」→「出演　ハナ肇とクレージーキャッツ」→「作 ○○（その日の脚本担当者氏名）」→「提供」→スポンサー名）であった。
エンディングは植木等による「ちょうど時間となりました。ハァ～、こりゃシャクだった!」と言う歌とセリフで終わっていた（これが後に出る『こりゃシャクだった』（『スーダラ節』のB面曲）の原型である）。

## 脚本
- 青島幸男
- 永六輔
- キノトール
- 三木鮎郎
- 河野洋
- 城悠輔
- 滝沢ふじお
- 砂田実
- 飯島敏宏（青島幸男名義）[5]
- ほか多数

## 正月スペシャル
- 1963年と1964年の正月三が日には、放送枠を12:45 - 13:00に拡大した正月スペシャル『新春おとなの漫画』を放送した。
- まず1963年には、1月1日（元日）に「38年十大ニュース」、1月2日に「クレージーのヒットパレード」、1月3日に「ある規格品」をそれぞれ放送[6]、続く1964年には、1月2日は前年同様「クレージーのヒットパレード」を放送したが、1月1日には「初笑いクレージー歌舞伎」を放送、そして1月3日には谷啓のギャグ「ガチョーン」をフィーチャーした時代劇「ガチョン侍武者修行」を放送した[7]。

## エピソード
- 上記の通り、コントは毎日の新聞記事を基にしたものであり、毎日その日の朝刊に掲載された記事の中から選び出して、昼の生本番までに台本を完成させなければならず、いつも台本が完成するのは本番の約2時間前だった。そのため台本を人数分印刷する暇も無く、クレージーのメンバーたちはそれぞれ自分の台詞の部分だけ切り取って暗記していた。しかしディレクターは台本が切り刻まれる前に台本全文を暗記しておかないと演出が出来ないという状態だった[8]。
- 1964年4月1日のエイプリルフールの放送で、コントの最中にいきなり波線画面が現れ、番組が中断した場面になる。しばらくして、波線が描かれたボードを持って植木等が登場し、テレビのチューナーを回す仕草をしながら「おたく、こんなことしたでしょ。シャクだったねー」と言ったことから、テレビが故障したと思い込んでいた視聴者から抗議が殺到し、椙山も激怒していた上に始末書を書かされる羽目になった[9][10]。
- また、ある年の4月2日の放送では、植木がプレゼント商品を前にして「全部、皆さんにプレゼントします!」と告知したが、ハナ肇が出て来て「おい、今日は4月2日だ! エイプリルフールは昨日!」とツッコむコントを放送したが、この時も「本当に商品をくれるのか」などと言った問い合わせの電話が殺到した[8]。
- 1960年5月、安保闘争が激化していた頃に、これを風刺してデモ隊を警備していた警察官をネタにしたコントを放送したところ、警察当局から注意を受けたことがあった[10]。この内容は、警察官の兄とデモ隊の弟が衝突の際に出くわし、「お前の言うこともわかるが、とにかく体に気を付けて頑張れ」としてコントが終わる予定だったが、時間が余ってしまい、その穴埋めのために兄が警官の制服を脱いでデモ隊に加わり、更に警官の制服を踏ん付けてしまうというネタを追加して放送した。これが物議を醸して抗議の電話が殺到し、右翼団体も局に乗りつけて来るまでの騒ぎになった[8]。
- 一度、放送開始直後に犬塚が笑い出してしまい、それが周りに伝染して出演者どころかカメラマンなどスタッフまで笑い出してしまい、収拾がつかないまま番組が終わってしまったことがある。この時は視聴者から「この時ほど面白い回はなかった」という投書が来たため、青島が「じゃあこれまで作ってきたのは何だったんだ」と脱力したという[9][11]。
- 番組開始当初は、当時多くのテレビバラエティ番組で構成を担当していたキノトール・三木鮎郎・永六輔がメインの構成作家であり、青島幸男は彼らの代理要員として番組制作に参加していた。しかし、キノ・三木・永は『光子の窓』（日本テレビ）、『夢であいましょう』（NHK）など数多くのテレビバラエティ番組の構成を掛け持ちしており多忙を極めていたことから、実質は代理要員としての位置付けのころから青島が大半の回で脚本・構成を担当した。程なく青島がメインの構成に移行し、この番組での様々な実験的な試みが注目され人気構成作家として台頭することとなる[11]。
- 開始して半年後の1959年9月から火曜22時台に、当番組の再編集版『クレージーキャッツショー』が放送されたことがあり、さらに1964年1月から毎週月曜19:30 - 20:00に、当番組を再編集したものに新録コントを加えた番組『7時半だよクレージー』が放送されたことがある。
- フジテレビで1985年10月22日に放送された、クレージーキャッツ結成30周年記念特別番組『アッと驚く!無責任』の中で、22年ぶりにこの番組を復活・再現する企画が行われた。オープニングやエンドカード映像の再現も行われたが、メンバーが繰りひろげた2本のコントは新作（脚本：鈴木哲）だった。
- フジテレビで2006年5月26日に放送されたスペシャルドラマ『ザ・ヒットパレード〜芸能界を変えた男・渡辺晋物語〜』でも番組の再現が行われたほか、実際の映像が流れた。ただし、劇中に登場していたスポンサー「大空石油」は架空の会社である。
- サザンオールスターズの桑田佳祐は子供の頃にこの番組をよく見ていたことを述べており、自身の楽曲にも時事風刺の要素を取り入れている[12][13]。
- TBSのディレクターだった砂田実も構成作家として参加していた。のちに同社社長となった磯崎洋三やウルトラマンの監督を務めた飯島敏宏も台本を手がけたことがあるという[14][15]。